# Элефтерио-Корделио
Элефте́рио-Корделио́ (греч. Ελευθέριο - Κορδελιό)  — город в Греции, северный пригород Салоник. Расположен на высоте 18 метров над уровнем моря, в 6 километрах к северо-западу от центра Салоник и в 18 километрах к северо-западу от международного аэропорта «Македония». Входит в общину (дим) Корделио-Эвозмон в периферийной единице Салоники в периферии Центральная Македония. Население 27 067 жителей по переписи 2011 года. Площадь 3,431 квадратного километра.

## История
Впервые Харманкьой (Χαρμάνκιοϊ) упоминается Виктором Григоровичем в 1848 году. В 1867—1912 годах село Харманкьой относилось к казе Салоник в вилайете Салоник. В 1926 году создано сообщество Харманкьой. До 1927 года (ΦΕΚ 179Α) город назывался Харман-Кьой (Χαρμάν-Κιόϊ), в 1927 году город и сообщество переименованы в Статмос (Σταθμός). В 1930 году сообщество упразднено. В 1952 году (ΦΕΚ 77Α) город переименован в Элефтерион (Ελευθέριον).
В 1926 году (ΦΕΚ 217Α) создан город Нео-Корделио (Νέο Κορδελιό). Нео-Корделио был основан в 1922 году беженцами из Корделио (Каршияка) в Малой Азии, пригорода Смирны после малоазийской катастрофы и греко-турецкого обмена населением. В 1934 году (ΦΕΚ 23Α) создано сообщество Корделио с центром в Нео-Корделио. В 1953 году (ΦΕΚ 2Α) создано сообщество Элефтерион, в которое вошел Нео-Корделио. В 1961 году Нео-Корделио был упразднён и присоединён к Элефтериону. В 1984 году (ΦΕΚ 98Α) Элефтерион переименован в Элефтерио-Корделио.

## Население
| Год  | Население, человек |
| ---- | ------------------ |
| 1991 | 16 885             |
| 2001 | 22 349             |
| 2011 | ↗ 27 067           |